# Gastronomía de Mongolia

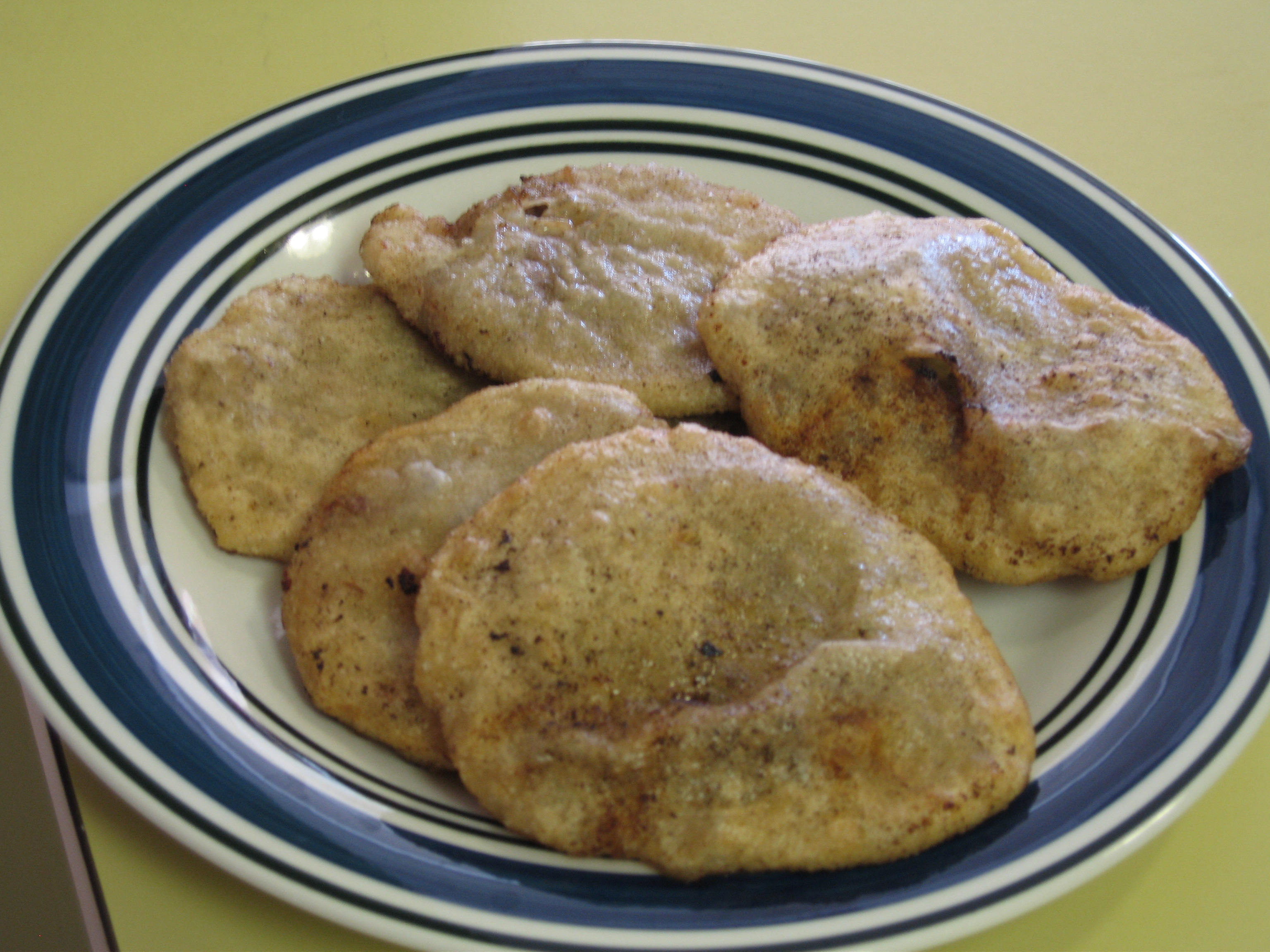
Khuushuur mongol.

La gastronomía de Mongolia tradicional es típica de los pueblos nómadas que viven en Mongolia y consiste principalmente en productos lácteos y carne. Los pueblos nómadas se alimentan de la carne y de los productos que tienen las ovejas, los yak, los camellos, las cabras, etc. La carne se cocina o se prepara de diferentes formas como sopas o se emplea como relleno de diversas masas (Buuz), o es secada para el invierno ("Borts"). La leche y la crema se emplea como base de diversas bebidas, así como el queso y productos similares. Los platos mongoles contienen gran cantidad de grasas animales, debido a su necesidad de calorías para pasar los largos y crudos inviernos (con temperaturas por debajo de -40 °C) así como para afrontar los duros trabajos. 
A lo largo de Mongolia existen casas típicas denominadas Yurtas (casa de los nómadas) que tienen la denominación de "Ger" y que se encuentran en intervalos regulares cercanos a las carreteras, estas casas operan como los restaurantes dando comida a los viajeros. En las yurtas se suele cocinar en una especie de wok o en una pequeña plancha metálica, empleando grasas animales como combustible.

## Platos conocidos
El plato más conocido en los ambientes rurales es el cordero, servido a veces asado sin ningún otro ingrediente. En las ciudades y locales se sirve una masa que recubre una especie de albóndiga y que se denomina "buuz", suele cocinarse al vapor. Otros tipos de masas cocidas en agua ("Bansh"), o fritas en grasas de cordero son el "Khuushuur". Otros platos combinan carne con arroz o fideos en varios cocidos o sopas.
Uno de los métodos más curiosos de cocción emplea piedras calientes en un fuego como fuente de calor, este método es empleado sólo en ocasiones especiales. En este caso la carne, junto con las verduras, se llega a cocinar gracias al calor que emiten las piedras. Por regla general son platos con trozos de carne de cordero en leche ("Khorkhog"), o en la cavidad estómacal de una marmota deshuesada o una cabra ("Boodog").
La leche es calentada hasta hervir para separar la crema ("Öröm", nata montada). El resto de la leche se procesa en queso ("Byaslag"), cuajos secos ("Aruul"), yogur, kéfir, así como el licor de leche ("Mongol Arkhi"). La bebida nacional más conocida es el airag, fermentado de leche de caballo. Como consecuencia de la influencia rusa durante el periodo de socialismo el vodka ganó mucha popularidad. La bebida más popular es té de leche salada ("Süütei Tsai"), que se convierte en una sopa cuando se le añade arroz, carne o Bansh.

## Equivocaciones
La barbacoa mongola no es una técnica de la cocina mongola, es más bien una técnica común de barbacoa típica de las cocinas del este asiático que por error ha venido denominándose "mongol". Se ha pensado que el hot pot pudo haber tenido sus orígenes en la cocina mongola, pero esto está muy en discusión. Otro de los platos que se atribuyen como origen de la cocina mongola es el Steak tartare.